# 155 mm FH-70
Il cannone/obice da 155/39 FH-70  è frutto di un programma trinazionale, coinvolgente Germania, Regno Unito ed Italia, che hanno unito le forze per sviluppare l'arma in sostituzione dell'obice 155/23 mm M114. L'obice di artiglieria a traino meccanico da 155/39 FH-70 è idoneo a fornire supporto di fuoco diretto e generale alle Grandi Unità elementari e complesse.  Il fabbisogno totale dei partecipanti è stato definito rispettivamente in 212, 164 e 70 pezzi.

## Sviluppo
È il frutto della collaborazione tra Regno Unito, Germania Federale e Italia, grazie a un memorandum firmato nel 1968 per la creazione di un obice da 155 mm con cui rimpiazzare il cannone da 140 mm britannico e l’obice M-114 da 155 mm in dotazione alla Bundeswehr.
Le specifiche richieste per il nuovo obice erano: alta celerità di tiro, maggior gittata, effetti letali grazie a una nuova serie di munizioni, alta mobilità, agevole dispiegamento sul campo di battaglia. L’Italia entra nell'accordo nel 1970: nel 1976 l'obice fu omologato e nel 1978 l'esercito riceve le prime unità (l’Italia ne acquisì 164).
Il paese guida per l’obice trainato fu il Regno Unito, mentre la Germania doveva guidare i test per la versione semovente, denominata SP-70, con torretta da posizionare sullo scafo di un mezzo corazzato.
I problemi legati a questa soluzione (infatti, nel semovente il motore era posizionato sul posteriore, posizione occupata sempre dallo scompartimento di fuoco), oltre all'elevato costo, spinsero la Germania a chiudere il progetto nel 1987. 

## Caratteristiche
Artiglieria campale, pesante, a traino meccanico sulle lunghe distanze e semovente per i brevi spostamenti durante le prese di posizione, è un'arma idonea a fornire supporto di fuoco diretto e generale alle Grandi Unità elementari e complesse, con gittata massima di 24 km con munizionamento normale e di 30 km con munizionamento autopropulsivo, dal peso di 43,5 kg con testata HE. L'obice non può usare M-982 Excalibur, proiettili guidati (INS/GPS) di fattura americana, con gittate massime fino a 40 km in quanto richiedono un modulo aggiuntivo (EPIAFS, Enhanced Portable Inductive Artillery Fuze Setter) che non può essere montato su questo modello di cannone ma solo sugli obici M777A2. Può però sparare altri colpi con propulsione assistita, come gli M549 americani, con gittata fino a 30km. In condizioni normali, l'obice spara tre proiettili al minuto, mentre nel tiro celere ne spara tre in tredici secondi.
L'obice dispone anche di un motore ausiliario Volkswagen a benzina da 1800 cm³ (velocità di 16 km/h), denominato Auxiliary Power Unit (APU). utile per brevi spostamenti in autonomia (cambio di schieramento, movimenti logistici) e veloce messa in posizione, data anche la massa complessiva. 
La canna è lunga 6,022 metri e ha un freno di bocca a doppio deflettore e un congegno di chiusura semiautomatico con otturatore a cuneo. L’affusto è a code divaricabili.

## Esercito Italiano

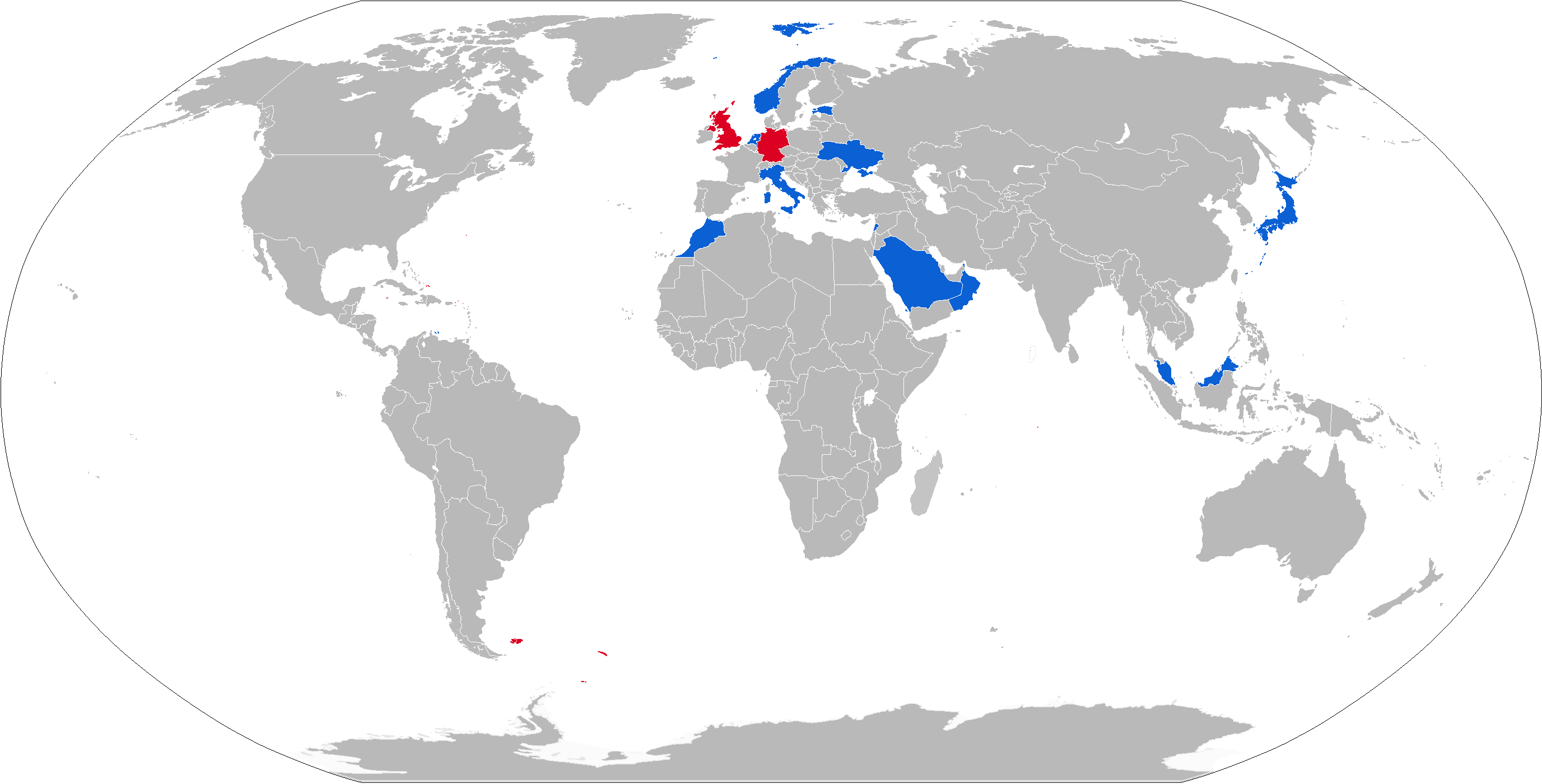
Operatori del Mod 56 (attuali - nel passato in rosso)

Nell'Esercito Italiano tale cannone è in dotazione, nelle due Brigate alpine, al 1° e al 3º Reggimento artiglieria terrestre da montagna; nonché al 21º Reggimento artiglieria terrestre "Trieste", al 24º Reggimento artiglieria terrestre "Peloritani" e al Reggimento artiglieria terrestre "a cavallo" ("Voloire") della Brigata di cavalleria "Pozzuolo del Friuli", in 18 pezzi per ciascuna unità.

## Utilizzatori[3]
Germania
150 unità 
 Italia
- - Brigata alpina "Taurinense"
    - 1º Reggimento artiglieria terrestre (montagna)

  - Brigata alpina "Julia"
    - 3º Reggimento artiglieria terrestre (montagna)

  - Brigata di cavalleria "Pozzuolo del Friuli"
    - Reggimento Artiglieria Terrestre "a Cavallo"

  - Brigata meccanizzata "Aosta"
    - 24º Reggimento artiglieria terrestre "Peloritani"

  - Brigata meccanizzata "Pinerolo"
    - 21º Reggimento artiglieria terrestre "Trieste"

162 unità in totale. Ogni unità è equipaggiata con  18 pezzi ciascuna
 Regno Unito
67 unità 
 Giappone
480 (costruiti su licenza dalla Japan Steel Works)
 Arabia Saudita
72 unità
 Marocco
30 unità
 Filippine
25 unità
 Estonia
24 unità
 Norvegia
15 unità
 Paesi Bassi
15 unità
 Oman
12 unità
 Malaysia
6 unità
 Ucraina
- Forze terrestri ucraine

10 unità sono state trasferite dall'Esercito italiano nel terzo pacchetto di aiuti varato dal governo Draghi nel mese di maggio 2022 per sostenere le forze terrestri ucraine durante l'Invasione russa dell'Ucraina del 2022)